# ارينزيه كيني
ارينزيه كيني (بالإنجليزية: Arinzé Kene)‏ هو ممثل بريطاني، ولد في مدينة لاغوس في نيجريا في 1987،عمل والده كسائق تاكسي.